# کون‌آگوتا
کون‌آگوتا (به مجاری:  Kunágota) یک منطقهٔ مسکونی در مجارستان است که در ناحیه مزوکواچ‌هازا واقع شده و ۶۳٫۹۹ کیلومتر مربع مساحت و ۲٬۶۵۰ نفر جمعیت دارد.